# Jakub Klajmon
Jakub Klajmon, né le 20 février 2003, est un joueur tchèque de volley-ball. Il évolue au poste de central au sein de l'équipe du Tours Volley-Ball.

## Carrière

### En club
En 2022, il rejoint le Tours Volley-Ball au poste de quatrième central. À 19 ans, il joue son premier match de Ligue des Champions avec le Tours Volley-Ball face à Civitanova, le 16 novembre 2022. Le 2 avril 2023, le Tours Volley-Ball remporte la Coupe de France face au Nice Volley-Ball. 
Lors de sa saison 2022-2023 avec le Tours Volley-Ball, il remporte le doublé Coupe-Championnat. 

### En équipe nationale
Jakub Klajmon a été élu Meilleur central de l’Euro U18, en 2020, et meilleur bloqueur du Mondial U19, en 2021 où il a participé avec l'équipe nationale de République tchèque. Lors du championnat du monde U21 de 2021, il termine à la huitième place avec la République tchèque. 
Il a également participé avec son équipe nationale U20 au championnat d'Europe qui s'est déroulé en Italie du 17 au 25 septembre 2022.  

## Palmarès

### Compétitions de clubs
| Compétitions                  | Distinction   | Période |
| ----------------------------- | ------------- | ------- |
| Championnat de France Ligue A | Médaille d'or | 2023    |

### Compétitions des équipes nationales
| Compétitions              | Distinction       | Période |
| ------------------------- | ----------------- | ------- |
| Championnat d'Europe U18, | Médaille d'argent | 2020    |

## Distinctions individuelles
- Meilleur Central du Championnat d'Europe U18 de 2020
- Meilleur Bloqueur du Championnat du Monde U19 de 2021